# 有末武夫
有末 武夫（ありすえ たけお、1919年4月1日 - 2020年12月21日）は、日本の地理学者。交通地理学を専門とする。1950年代に日本の交通地理学を発展させ、体系化を進めた人物の1人である。

## 略歴
北海道出身。1946年東京文理科大学地理学科卒。1959年「わが国における旅客交通の地理学的研究」で、理学博士（東京教育大学）の学位を取得。東京文理科大副手、助手、群馬大学教育学部助教授をへて、教授。84年定年退官、名誉教授、上武大学教授を務めた。

## 著書

### 単著
- 『世界の交通と貿易』金星社 新制人文地理双書 1949
- 『乗り物』国土社 社会科ライブラリ　1950
- 『交通と世界の発展』向上社 中学の社会科学習叢書　1953
- 『交通地理学』明玄書房 1968
- 『日本の交通 その地域的考察』古今書院 1968
- 『交通圏の発見』鹿島研究所出版会 1974
- 『群馬県の地誌 地誌学の原点とその展開』有末武夫先生退官記念会実行委員会 1984
- 『交通の地域的分析』大明堂 1985
- 『群馬県の地誌 市町村別』地域科学研究所 1993

### 共編著
- 『人文地理事典』尾留川正平,椙村大彬,矢嶋仁吉共編 古今書院 1951
- 『社会科の資料と学び方』櫻井徳太郎共編 向上社 中学の社会科学習叢書　1953
- 『交通地理学』柾幸雄,青木栄一共編 大明堂 1968
- 『都市問題』本田弘共著 学文社 社会学叢書 1972

## 論文
- <有末武夫